# Выдубичи-Трипольские
Вы́дубичи-Трипо́льские — пассажирский остановочный пункт Киевского железнодорожного узла Юго-Западной железной дороги. Обслуживает пригородное движение на линии Киев — Мироновка через Триполье (откуда и название). Расположен возле автомобильной развязки на соединении Надднепрянского шоссе и Сапёрно-Слободской улицы. Размещается между станцией Киев-Демеевский (расстояние — 1,5 км) и остановочным пунктом Проспект Науки (расстояние — 3 км).
Участок железной дороги был проложен в течение 1981—1984 годов, остановочный пункт возник в 2006 году. В 2011—2013 годах платформа была на реконструкции, в ходе которой построили новый подземный переход. Обновленная платформа заработала с 5 ноября 2013